# Вила Прендић у Београду
Вила Прендић налази се у београдској општини Палилула у улици Османа Ђикића 20. Уврштена је у споменик културе Београда под матичним бројем СК 2236.

## Опште информације
Вила која се налази у улици Османа Ђикића 20 у насељу Професорска колонија, а грађена је у периоду од 1932. до 1933. године за адвоката Јована Прендића и његову супругу докторку Драгојку Прендић према пројекту архитекте Милана Злоковића који је до тада већ изградио велики број значајних објеката у Београду.
Кућа је појектована као самостална зграда са погледом на парк да служи као резиденција, али и за смештај медицинске ординације; састоји се од сутерена, приземља и спрата. Медицински део чине две просторије, чекаоница и сама ординација, а стамбени чини пријемни део са холом, дневним боравком и трпезаријом која се налази у приземљу. Стамбени део подигнут је један метар изнад радног простора, док су услужни простор, кухиња, подрум и тоалети смештени на једном нивоу у висини куће иза канцеларије. Приватни део куће укључује спаваће собе и купатило и налази се на првом спрату.
Модернистички дух куће посебно је видљив у игри на архитектонским масама и у префињеној обради фасада, компактној организацији простора и бризи за функционалност. Поред тога, споменик културе је саставни део архитектонско-урбанистичке целине Професорске колоније, која је 2020. године уврштена на Списак просторно културно-историјских целина у Србији.